# Kvesal chocholatý
Kvesal chocholatý (Pharomachrus mocinno) je největší zástupce řádu trogonů. Ocasní pera tohoto ptáka v minulosti sloužila jako prostředek obchodu s mayskou civilizací. Dnes jej Guatemalci považují za svého národního ptáka, dokonce je vyobrazen na guatemalském státním znaku a je po něm pojmenována tamní měna – quetzal.

## Popis
Dorůstá 36 cm a váží asi 210 g. Samci jsou převážně leskle zelení s červeným břichem, prodlouženým peřím na křídlech a žlutým zobákem. Jejich nejvýraznějším znakem je však až 64 cm dlouhý ocas, který ve skutečnosti tvoří prodloužené svrchní krovky ocasní. Samice mají v porovnání se samci výrazně kratší ocas, tmavý zobák a zcela postrádají prodloužené opeření na křídlech.

## Rozšíření
Žije v horských mlžných lesích na území Střední Ameriky – v rozmezí od jižního Mexika po západní Panamu. V současné době je považován za téměř ohrožený druh.

## Ekologie
V mimohnízdním období se zdržuje samostatně. Živí se převážně ovocem, ale požírá také hmyz (vosy, mravence, larvy) a žáby. Největší zastoupení mají v jeho potravě avokáda a plody jiných rostlin čeledi vavřínovité.
Hnízdí v dutinách ztrouchnivělých stromů. V jedné snůšce jsou 2 světle modrá vejce, na jejichž 18denní inkubaci se podílí oba rodiče, samec zpravidla ve dne a samice v noci. Samec přitom musí mít svá dlouhá ocasní pera vystrčená z hnízdní dutiny ven, takže na první pohled vypadají jako kapradiny. Mláďata následně krmí ovocem, bobulemi, hmyzem, ještěrkami a malými žábami. Často se však stává, že samice svá mláďata opustí ještě před jejich vylítnutím a o mláďata následně pečuje samotný samec. Úmrtnost mláďat je navíc velmi vysoká, celých 80 % se jich nedožije dospělosti.

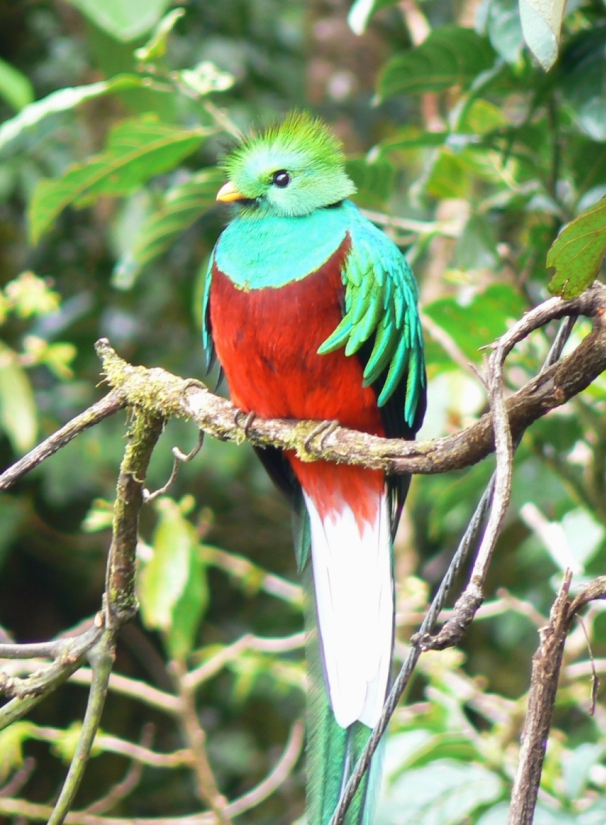
Samec
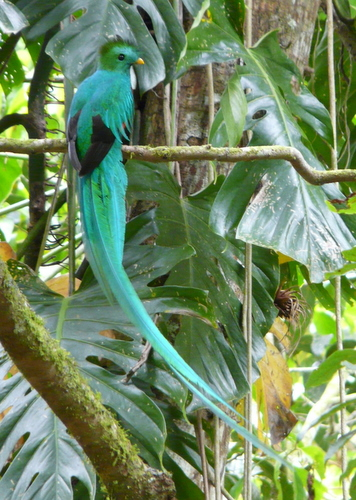
Samec (všimněte si výrazně prodloužených svrchních krovek ocasních)
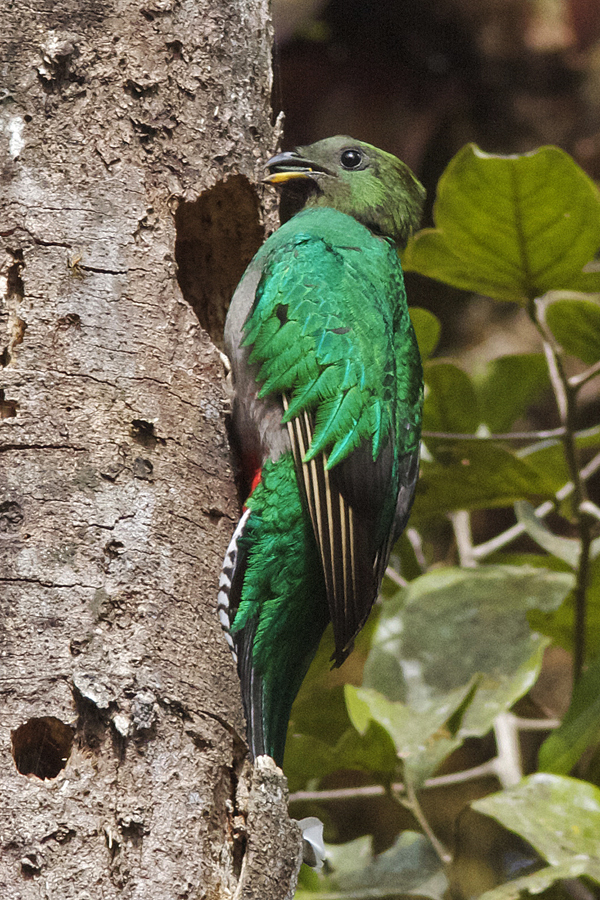
Samice
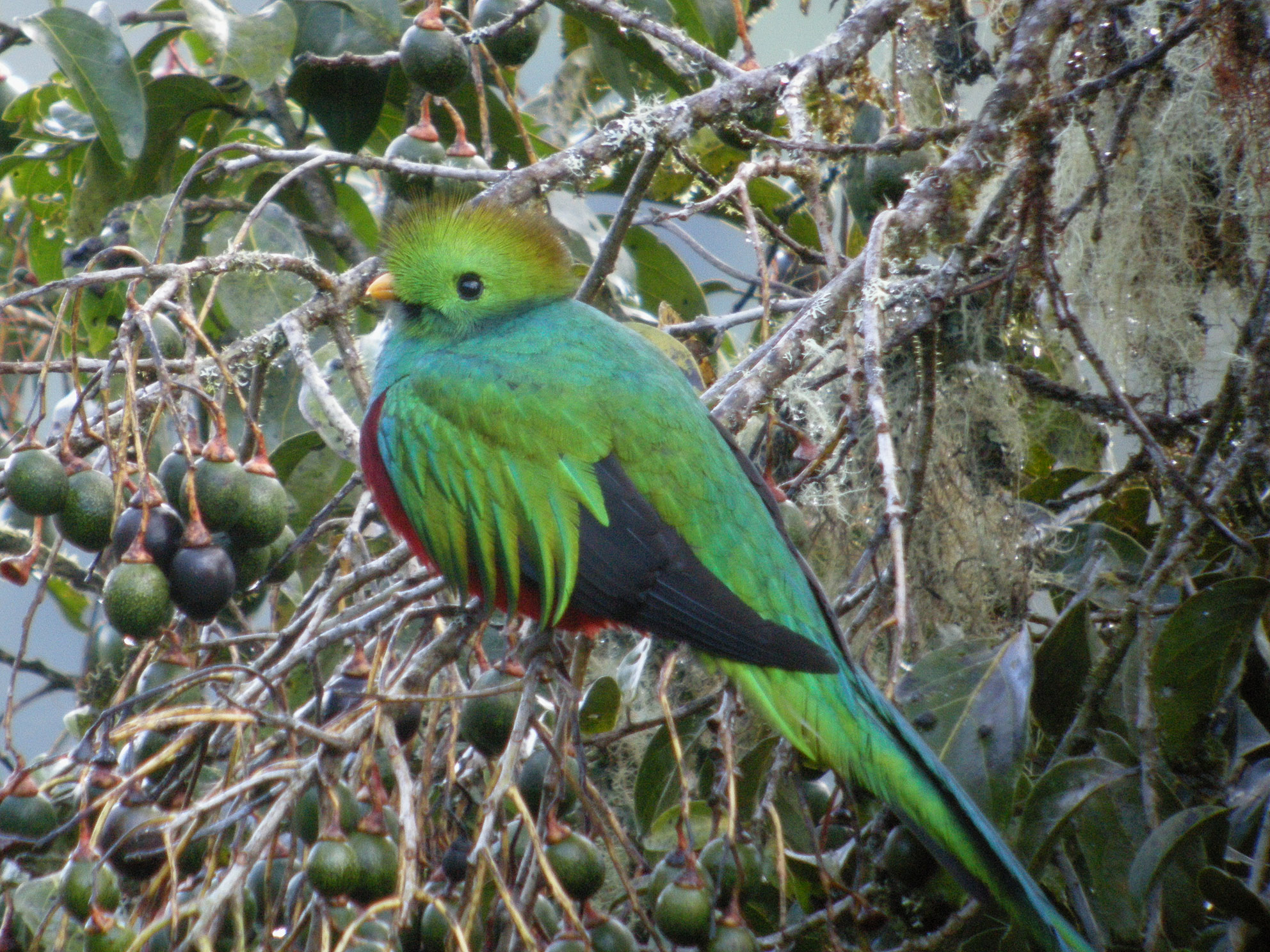
Kvesal chocholatý (Kostarika)

## Kulturní význam
Jako Zeleného boha větru, laskavosti a světla jej uctívali již Aztékové a Mayové. Dle legendy je vtělen do opeřeného hada Quetzalcoatla.